# Consolida lineolata
Consolida lineolata là một loài thực vật có hoa trong họ Mao lương. Loài này được Hub.-Mor. & Simon mô tả khoa học đầu tiên năm 1978.